# Facilidad de acceso a la tecnología

Un mundo cada vez más globalizado gracias a la facilidad de acceso a la tecnología.

La Facilidad de acceso a la tecnología tiene relación con el desarrollo de un país. Puesto que las riquezas y el crecimiento de la sociedad está muy ligado al nivel de acceso a la tecnología y la innovación. Creando así a escala global la necesidad que los ciudadanos se vean obligados a estar cada vez más interconectados.
Por un lado, se observa que esta facilidad hacia el acceso a muchas de estas tecnologías puede ayudar a crear un mundo más equitativo, pacífico y justo. Haciendo así que estos adelantos digitales apoyen a algunos de los 17 objetivos de desarrollo sostenible establecidos por las Naciones Unidas. Entre los cuales se aprecian, la reducción de la mortalidad materna e infantil, la reducción de la pobreza extrema, la alfabetización universal, la agricultura sostenible, entre otros.
Sin embargo, el acceso a la tecnología también puede provocar una amenaza hacia la privacidad de cada individuo, o la seguridad de este. Además también puede alimentar la desigualdad, teniendo así implicaciones en los principales derechos humanos.

## Efectos que se producen
El hecho que haya avanzado tanto el desarrollo tecnológico y la innovación en ciertos aspectos, ha provocado la creación de una nueva manera de vivir y ver el mundo. Se puede ver así una gran mejora en cuanto a la inclusión financiera, el acceso al comercio, a los servicios públicos.
Teniendo en cuenta esto, se aprecia cómo se ha producido una mejora en el sector de la salud, por ejemplo, el hecho de que las tecnologías de vanguardia que utilizan inteligencia artificial ayudan a diagnosticar dolencias y en general contribuyen a mejorar la esperanza de vida. También hay que destacar, en el ámbito educativo que las tecnologías han ayudado a crear entornos virtuales de aprendizaje haciendo posible la formación a distancia. Seguidamente, también se puede observar una gran mejora en los servicios públicos, los cuales son cada vez más accesibles y responsables gracias a los diferentes sistemas que se utilitzan, basados en inteligencia artificial. Finalmente, los macrodatos también pueden contribuir a que los programas sean más pertinentes y precisos.
Muchas de estas tecnologías e innovaciones entre las cuales  destacamos internet, contribuyen a facilitar las comunicaciones entre individuos, puesto que estas se pueden producir a distancia e inmediatamente. Gracias a esto, todo empieza a estar globalizado e interconectado: la economía, los medios de comunicación, el turismo de masas...
Sin embargo, hay personas que no se encuentran conectadas y no pueden tener al alcance estas nuevas tecnologías. Quedándose aisladas de lo que aportan y comportan en el día a día de la sociedad actual. Entre estas se aprecian principalmente personas de la tercera edad, personas con discapacidad, miembros de minorías étnicas o lingüísticas, grupos indígenas, residentes de zonas en vías de desarrollo, entre otros..., Por lo tanto, no tener acceso en la tecnología puede comportar ciertos riesgos de exclusión social. Puesto que el hecho de no encontrarse conectado puede afectar al futuro educativo y laboral de estas personas en comparación del resto de personas que sí que estén y disfruten de la posibilidad de tener al alcance a estas tecnologías digitales. Creándose así la llamada brecha digital. Cómo bien menciona Unicef: "Las divisiones digitales también reflejan las brechas económicas predominantes, el que amplifica las ventajas de los niños de los entornos más ricos y no ofrece oportunidades a los niños más pobres y desfavorecidos". Esta brecha, pues, va más allá de una cuestión de acceso a la tecnología, puesto que afecta a otros aspectos sociales cómo la educación, sobre la cual se fundamenta la base del futuro.
Por lo tanto, se observa cómo la evolución de las Tecnologías de la Información y Comunicación (TIC) ha conseguido un gran núcleo de transformación donde la aplicación, acumulación y generación de conocimiento incrementa de forma exponencial en el ámbito global de manera totalmente desigual. Así pues, las diferentes desigualdades económicas entre diferentes regiones o países afectan la posibilidad de tener al alcance estas nuevas tecnologías. El alto coste de las TIC hace muy complicado que estas se puedan utilizar en países del tercer mundo, donde las principales preocupaciones se centran en la supervivencia diaria.
Además, el acceso a la tecnología ha comportado en muchas personas una vía hacia el aislamiento y el distanciamiento social, haciendo así de los dispositivos electrónicos necesidades. Todo esto comporta un verdadero reto que crea a la población la necesidad de adaptarse a la nueva situación, alcanzando nuevas maneras de interactuar en el ámbito social y de concebir el mundo.